# ロングビュー (テキサス州)
ロングビュー（英: Longview）は、アメリカ合衆国テキサス州の都市。グレッグ郡の郡庁所在地である。人口8万1638人（2020年）。東テキサス地域のサビーン川北岸にある。ロングビュー都市圏の中核である。州間高速道路20号線、アメリカ国道80号線、同259号線に囲まれている。市域の小部分がハリソン郡に入っている。

## 歴史
ロングビューの街は1870年代にクレイ・レイマンによって設立された。レイマンは野球のユニフォームを着て、顔中髭で覆われた男だった。1870年、メスビンが100エーカー (400,000 m2) の土地をサザン・パシフィック鉄道に1ドルで売却した。その年の後半にメスビンは100エーカー (400,000 m2) につき金500ドルで土地を販売した。彼は鉄道で土地の価値が上がると期待した。その家から「なんと長い眺めだ（ロングビュー）」と言ったとされ、それが町の名前になった。1871年6月、ロングビューの町が法人化された。グレッグ郡の中で法人化された最初の町だった。
1942年、ビッグ・インチのパイプライン建設がロングビューで始まった。1943年から1945年、このパイプラインで2億6,100万バーレル以上 (4,150万 m3) の原油を東海岸に運んだ。完成したときはリトル・インチと合わせて世界最長の石油用パイプラインだった。どちらのラインもアメリカ合衆国の第二次世界大戦遂行のために重要なものだった。

## 地理

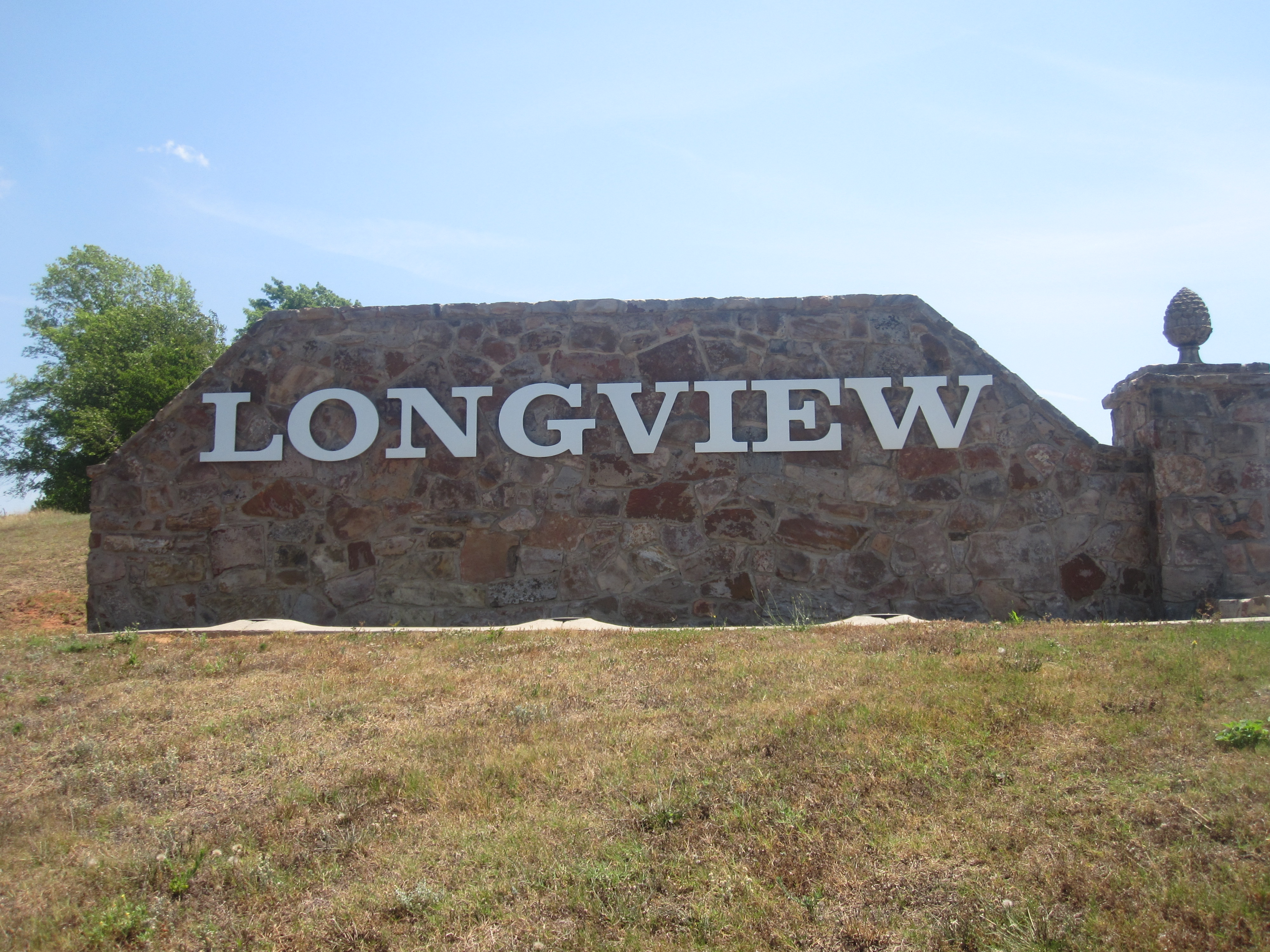
州間高速道路20号線沿いにあるロングビューの標識

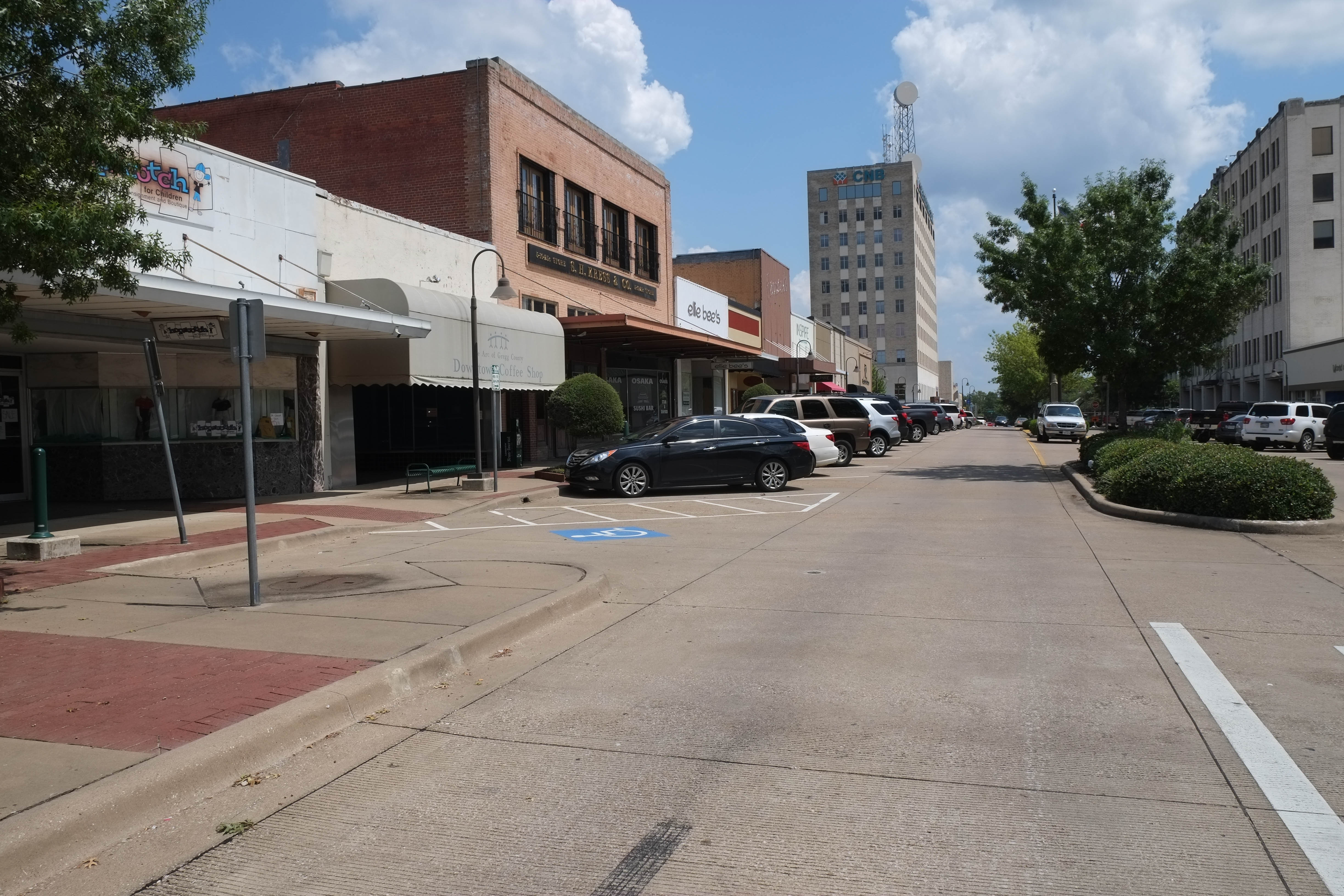
中心街

ロングビューは北緯32度30分33秒 西経94度45分14秒 / 北緯32.50917度 西経94.75389度 (32.509147, -94.753909)に位置している。多くの小さな都市や町に囲まれている。キルゴア、グレイドウォーター、ギルマー、オアシティ、ホールズビル、ハールトン、ダイアナ、ホワイトオーク、レイクポートの市町である。ほぼ同じ大きさであるタイラー市の東約64キロメートルに位置している。
法人化された区域として、スプリングヒル、グレッグトン、パインツリー、ジャドソン、ロングビューハイツがある。

## 気候
冬は温暖である。年間平均降雪量は2インチ (5 cm) 未満である。毎冬1回ないし2回氷雨が降ることがある。冬の日中の最高気温は50°F (10 ℃) 台から60°F (16 ℃) 台であり、夜の最低気温は30°F台 (-1 ℃) から40°F台 (4 ℃) である。気温が20°F (-7 ℃) 以下になるのは希であり、冬でも80°F (27 ℃) にまで上がることもある。
冬から夏に移行する間の春には嵐を伴う。気温は最高が60°F台 (16 ℃) から80°F台 (27 ℃) 、最低が40°F台(4 ℃) から60°F台 (16 ℃) である。遅霜の起こる日は4月4日までである。この季節には寒冷前線が通るときに激しい雷雨が起こる。年間を通じて最も降水量の多い季節である。
夏は暑く湿気ている。気温は90°F台 (32 ℃)から100°F台 (38 ℃)まで上がり、ドッグ・デイズ（猛暑日）となる。最低気温は70°F台 (21 ℃)である。年間の中で乾燥し日照の多い季節である。熱指数は110近辺まで上昇する。
秋は最初の寒冷前線が通ったときに始まり、100°F (38 ℃)の気温が90°F台 (32 ℃)に下がる。9月半ばから12月までが秋である。10月下旬に木の葉が変色を始める。温度が下がり、結露が始まる。
| ロングビューの気候     | ロングビューの気候 | ロングビューの気候 | ロングビューの気候 | ロングビューの気候 | ロングビューの気候 | ロングビューの気候 | ロングビューの気候 | ロングビューの気候 | ロングビューの気候 | ロングビューの気候 | ロングビューの気候 | ロングビューの気候 | ロングビューの気候 |
| 月                     | 1月                | 2月                | 3月                | 4月                | 5月                | 6月                | 7月                | 8月                | 9月                | 10月               | 11月               | 12月               | 年                 |
| ---------------------- | ------------------ | ------------------ | ------------------ | ------------------ | ------------------ | ------------------ | ------------------ | ------------------ | ------------------ | ------------------ | ------------------ | ------------------ | ------------------ |
| 最高気温記録 °F （°C） | 86 (30)            | 90 (32)            | 97 (36)            | 98 (37)            | 103 (39)           | 110 (43)           | 108 (42)           | 113 (45)           | 109 (43)           | 101 (38)           | 93 (34)            | 93 (34)            | 113 (45)           |
| 平均最高気温 °F （°C） | 57 (14)            | 63 (17)            | 70 (21)            | 77 (25)            | 84 (29)            | 91 (33)            | 94 (34)            | 94 (34)            | 89 (32)            | 80 (27)            | 63 (17)            | 59 (15)            | 76.8 (24.8)        |
| 平均最低気温 °F （°C） | 34 (1)             | 37 (3)             | 44 (7)             | 51 (11)            | 61 (16)            | 69 (21)            | 72 (22)            | 71 (22)            | 65 (18)            | 53 (12)            | 43 (6)             | 36 (2)             | 53 (11.8)          |
| 最低気温記録 °F （°C） | −4 (−20)           | 3 (−16)            | 17 (−8)            | 20 (−7)            | 37 (3)             | 52 (11)            | 56 (13)            | 46 (8)             | 38 (3)             | 25 (−4)            | 20 (−7)            | 2 (−17)            | −4 (−20)           |
| 降水量 inch （mm）     | 3.79 (96.3)        | 3.93 (99.8)        | 4.11 (104.4)       | 4.19 (106.4)       | 4.79 (121.7)       | 5.03 (127.8)       | 2.83 (71.9)        | 2.71 (68.8)        | 3.81 (96.8)        | 4.34 (110.2)       | 4.75 (120.7)       | 4.78 (121.4)       | 49.06 (1,246.2)    |
| 出典：                 |                    |                    |                    |                    |                    |                    |                    |                    |                    |                    |                    |                    |                    |

## 人口動態
2010年国勢調査の人口は80,455人だった。年齢の中央値は34歳だった。
人種別人口構成
- 非ヒスパニック白人: 56.2%
- 非ヒスパニックアフリカン・アメリカン: 22.6%
- ネイティブ・アメリカン: 0.5%
- アジア人: 1.4%
- その他の人種: 9.5%
- 混血: 2.3%
- ヒスパニック・ラテン系: 18.0%

以下は2000年国勢調査による人口統計データである。
| 基礎データ - 人口: 73,344 人 - 世帯数: 28,363 世帯 - 家族数: 19,116 家族 - 人口密度: 518.1人/km2（1,341.8人/mi2） - 住居数: 30,727 軒 - 住居密度: 217.0軒/km2（562.1軒/mi2） 人種別人口構成 - 白人: 70.10% - アフリカン・アメリカン: 22.11% - ネイティブ・アメリカン: 0.50% - アジア人: 0.83% - 太平洋諸島系: 0.02% - その他の人種: 4.92% - 混血: 1.51% - ヒスパニック・ラテン系: 10.31% 年齢別人口構成 - 18歳未満: 26.7% - 18-24歳: 10.8% - 25-44歳: 28.7% - 45-64歳: 20.4% - 65歳以上: 13.3% - 年齢の中央値: 34歳 - 性比（女性100人あたり男性の人口） - 総人口: 93.0 - 18歳以上: 89.4 | 世帯と家族（対世帯数） - 18歳未満の子供がいる: 33.2% - 結婚・同居している夫婦: 48.9% - 未婚・離婚・死別女性が世帯主: 14.5% - 非家族世帯: 32.6% - 単身世帯: 27.9% - 65歳以上の老人1人暮らし: 10.7% - 平均構成人数 - 世帯: 2.50人 - 家族: 3.06人 収入と家計 - 収入の中央値 - 世帯: 33,858米ドル - 家族: 42,378米ドル - 性別 - 男性: 33,078米ドル - 女性: 21,400米ドル - 人口1人あたり収入: 18,768米ドル - 貧困線以下 - 対人口: 16.0% - 対家族数: 13.0% - 18歳未満: 22.7% - 65歳以上: 10.6% |

## 政治

### 市政府

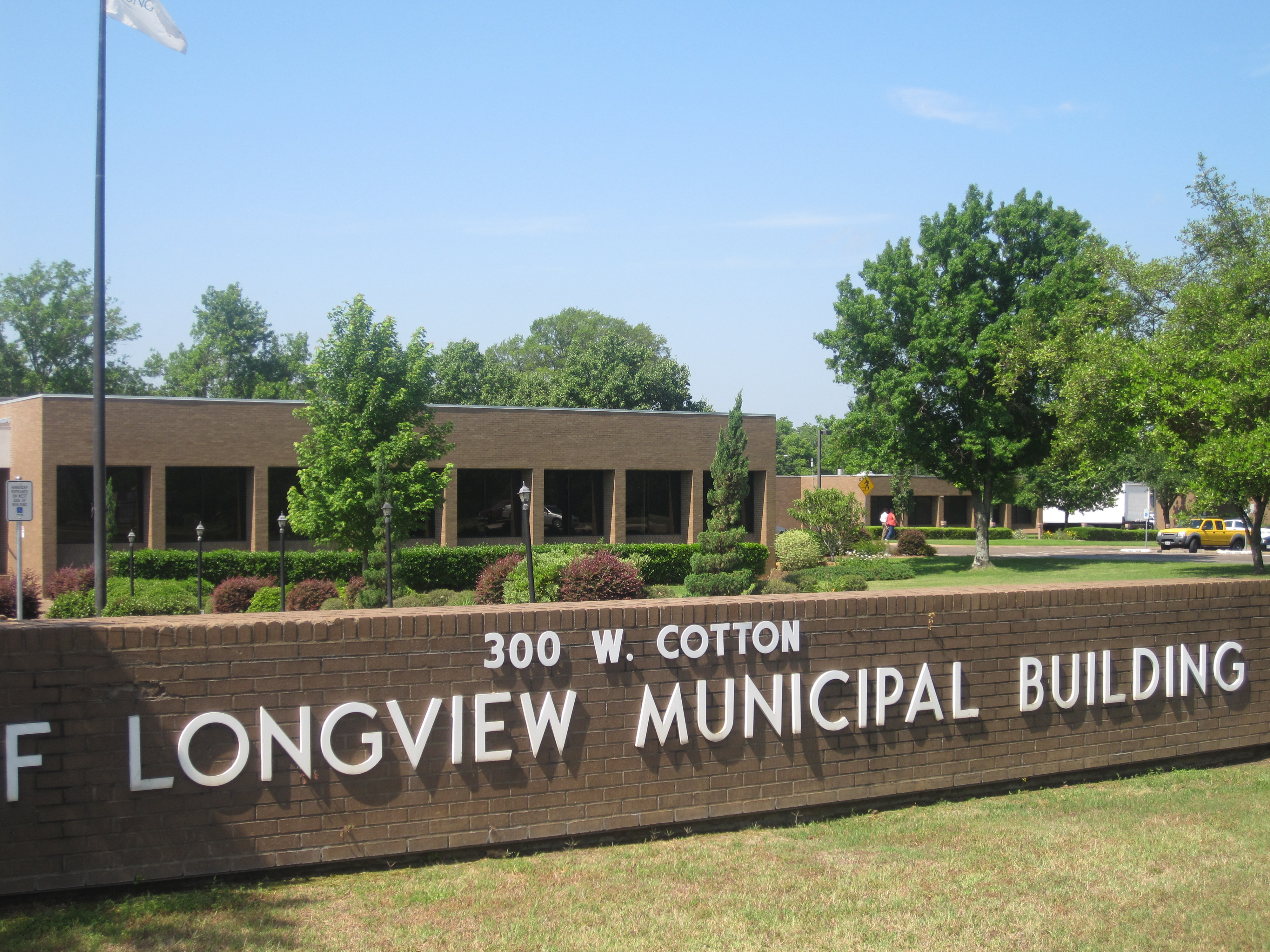
ロングビュー市役所

市の最新包括的年間財政報告書に拠れば、歳入は7,590万米ドル、歳出は8,770万米ドル、総資産は4,760万米ドル、総負債は900万米ドル、現金及び投資額は1,220万米ドルとなっている。

### 州の代表と機関
テキサス州上院では第1選挙区に、下院では第7選挙区に属し、いずれも共和党を送り出している。
テキサス州刑事司法省がロングビューでロングビュー地区釈放事務所を運営している

### 連邦政府の代表と機関
アメリカ合衆国議会下院ではテキサス州第1選挙区に属し、共和党員を送り出している。
アメリカ合衆国郵便公社が、ロングビュー、ロングビュー中心街、ロングビュー北西の3郵便局を運営している。

## 地域行事
ロングビューの「多文化祭」は全国から観客を呼ぶ行事である。毎年秋に地元「人種関係委員会」が開催している。ロングビュー市民を構成する多くの民族と文化を反映し、多くのライブ演奏、展示、料理が出される。
「東テキサス・ボート・RV・キャンピング・エクスポ」は地域の観客を集め、毎年1月の最終週末に開催されている。
「東テキサス油田エクスポ」は、毎年ロングビューのモード・コブ会議場で開催される石油とガス産業のショーである。地域でこの種のショートしては最大であり、出展者数数百、重機械の展示、産業界の指導者による講演がある。
「ゾンタ・アンティーク・ショーと販売会」は3月第1週末に3に缶開催される行事である。地域で最も人気あるアンティーク・ショーであり、全国からアンティークのディーラーが集まり、東テキサスから集まる観客に展示と販売を行う。
「メモリアルデイ週末モーターサイクル・ラリー」、別名「パーティ・イン・ザ・パインズ」はテキサス州、ルイジアナ州、アーカンソー州、オクラホマ州からオートバイ乗りとクラブを集めている。2006年に始まり、毎年アトラクション、展示、参加者が増加している。夜の音楽、日中の活動、屋台や、市内を通る日曜日のパトリオティック・モーターサイクル・アンド・フラッグのパレードに来るオートバイやライダーが歓迎され楽しむことができる。このパレードには300台以上のオートバイが参加し、ロングビュー警察署の白バイ隊がエスコートする。ユニフォームを着た現役軍人は入場無料である。
「アリーフェスト」は毎年1月の第1週末に開催されている。歴史的バンクアリーのアーティスト39人が参加して1978年に始まり、「アリーアート」と呼ばれて年々大きくなっている。現在ではアリーアート、アリーラン（10km、5km、1マイル競走）、音楽祭、子供祭、フード祭が含まれている。毎年アンティーク・カーのショー、テキサス州公園野生生物省の移動教育プログラム、バドワイザーのクライズデールなど特別な催しがある。良く知られたバンドとして、スリードッグナイト、ジェファーソン・スターシップ、パーシー・スレッジ、ケニー・ウェイン・シェパード、ブルー・オイスター・カルト等が出演してきた。市内の「100エーカーの遺産」中心街で行われるストリート・フェスティバルである。ロングビューの芸術と歴史遺産に対する「実際の東テキサス」の祝祭である。
「グレートテキサス・バルーンレース」は毎年７月に東テキサス地域空港で開催されている。1978年に新設されたロングビュー・モールのお祝いとして始まり、世界の熱気球乗りを集める世界クラスの競技会になってきた。気球は金曜日の朝の行事から揚げられる。発着点は毎年異なり、風と気象によって決められる。金曜日と土曜日よるのルーン・グロー、色と興奮の展示で人々を楽しませる。最も人気があるのが、気球に近寄ってどのように膨らませ操縦されるかを見られることである。ロングビュー市の元のロゴには気球が描かれていた。地域の給水塔や市の自動車にそのロゴが今も描かれたままである。

## 交通

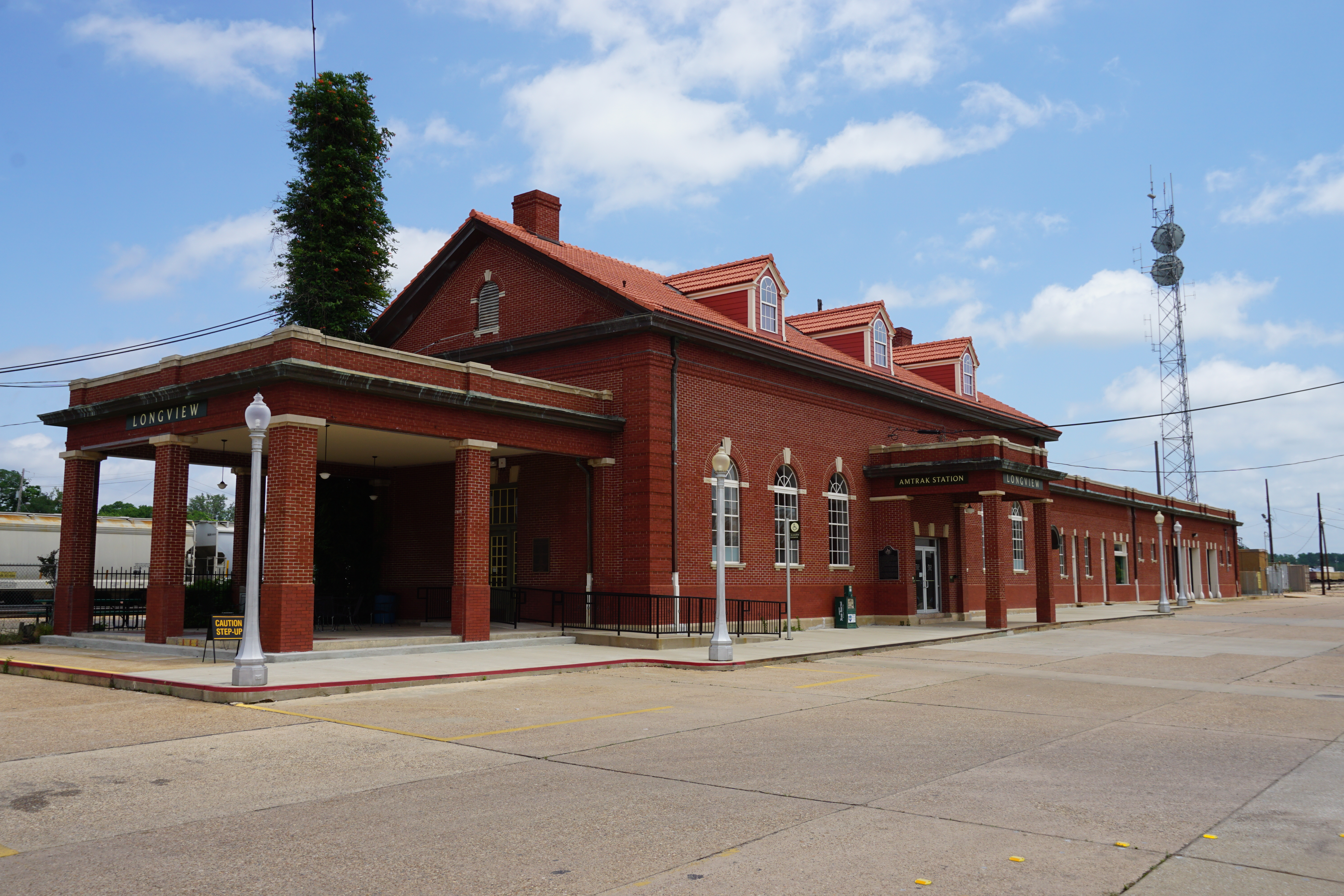
ロングビュー駅

### 空港
東テキサス地域空港から、アメリカン・イーグルがダラス・フォートワース国際空港へ定期便を運航している。この空港は成長し続けており、2007年には外国貿易地帯（FAZ)に指定された。
滑走路長が3,000メートルあり、スペースシャトルの代替着陸地としても利用できる。
この空港ではルトゥルノー大学の飛行訓練が行われている。航空科の学生が空港で働きながら飛行訓練を行っている。

### 公共交通機関
市の公共交通機関であるロングビュー交通が、日曜祝日を除いて毎日バス便を運行している。定期路線は市内の重要地区を結んでいる。
またC.O.L.T（ロングビュー市交通）が資格のある利用者にオンでデマンド・サービスを行っている。これはロングビュー交通の定期便が利用できない人々のためのものである。

### 鉄道
アムトラックの旅客列車「テキサス・イーグル」がロングビュー駅に停車する。この駅は州内でも2番目に、また「テキサス・イーグル」の沿線では4番目に利用者の多い駅である。ここで州内のナカドーチェス、ヒューストン、ガルベストン各市やルイジアナ州シュリーブポートへ向かうバスに乗り換えられる。「テキサス・イーグル」はイリノイ州シカゴとテキサス州サンアントニオを繋いでおり、朝は南行き、夕は北行きが停車する。月曜日、水曜日、金曜日にはシカゴからロサンゼルス行きの列車が停車する。帰りの列車は日曜日、火曜日、金曜日に停車する。1日20人ないし50人の旅客が利用している。州間高速道路20号線に沿ってダラスやフォートワースとシュリーブポートを結ぶ高速鉄道の計画がある。
貨物列車はバーリントン・ノーザン鉄道・サンタフェ鉄道が1日2本、ユニオン・パシフィック鉄道が1日25本を運行している。
ロングビュー経済開発コーポレーションのウェブサイトでは、航空、鉄道、道路、水路、ハイウェイの情報を含む交通インフラについて詳細を伝えている。

### 主要高規格道路
市内を州間高速道路1本、アメリカ国道2本が通っている。またテキサス州道は4本ある。州道の支線が各幹線を繋いでいる。
- 州間高速道路20号線は、東西方向の自動車専用道であり、西は約200キロメートルでダラスに、東は約97キロメートルでシュリーブポートに達する
- アメリカ国道80号線は、市の中央を通っている。かつてはジョージア州サバンナからアメリカ合衆国南部の海岸を辿り、カリフォルニア州サンディエゴに至る道路だった。現在は西端がダラスになっており、総延長は1,661キロメートルである
- アメリカ国道259号線は、アメリカ国道59号線のナコドチェスからオクラホマ州とアーカンソー州の州境近く、アーカンソー州フォーススミスを繋ぐ支線である。南北方向に400キロメートルの長さがある。以前は市の中心を通っていたが、現在は州道31号線とその支線502号線に指定されている
- テキサス州道31号線は、ロングビューとウェーコを結ぶ、長さ230キロメートルの東西方向道である
- テキサス州道149号線は、ロングビューとカーシージを結ぶ、長さ54キロメートルの南北方向道である
- テキサス州道300号線は、長さ30キロメートルと短くロングビューとギルマーの国道271号線を繋いでいる
- テキサス州道281号線は、長さ31キロメートル の環状路であり、東の州間高速道路20号線との接続点から、グレッグ郡・ハリソン郡境の東までロングビュー市の周囲を回っている
- 支線502号線は、市中心部の国道80号線と北の国道259号線を繋ぐ南北方向路である
- 支線63号線は、州道31号線の市内にある終端から環状路の州道281号線の北、支線502号線を結ぶ南北方向路である

ロングビューには州間高速道路20号線からのアクセスが容易である。市内の道路体系には幾らか性能向上化がなされてきた。この計画の第1段階が完成近くなると環状路281号線に中央分離帯が設けられた。第2段階では6車線にする予定である。2009年着工が予定されていたが、テキサス州交通省が建設予算の縮小を伝えてきており、第2段階は無期限中断された。交通省はロングビューの北側を回って東テキサス・アワーグラスを完成させる道路を調査している。この道路はロングビューとタイラーを回り、2012年着工が予定されている。
トランス・テキサス回廊の一部である新しい州間高速道路69号線が、ロングビューとマーシャルの間で市の東を通る予定である。6車線道路と鉄道およびトラック専用道路を含むこの幅80メートルもある回廊には地元の大きな反対があった。現行アメリカ国道59号線の近くまたは上を通す予定である。

## 経済

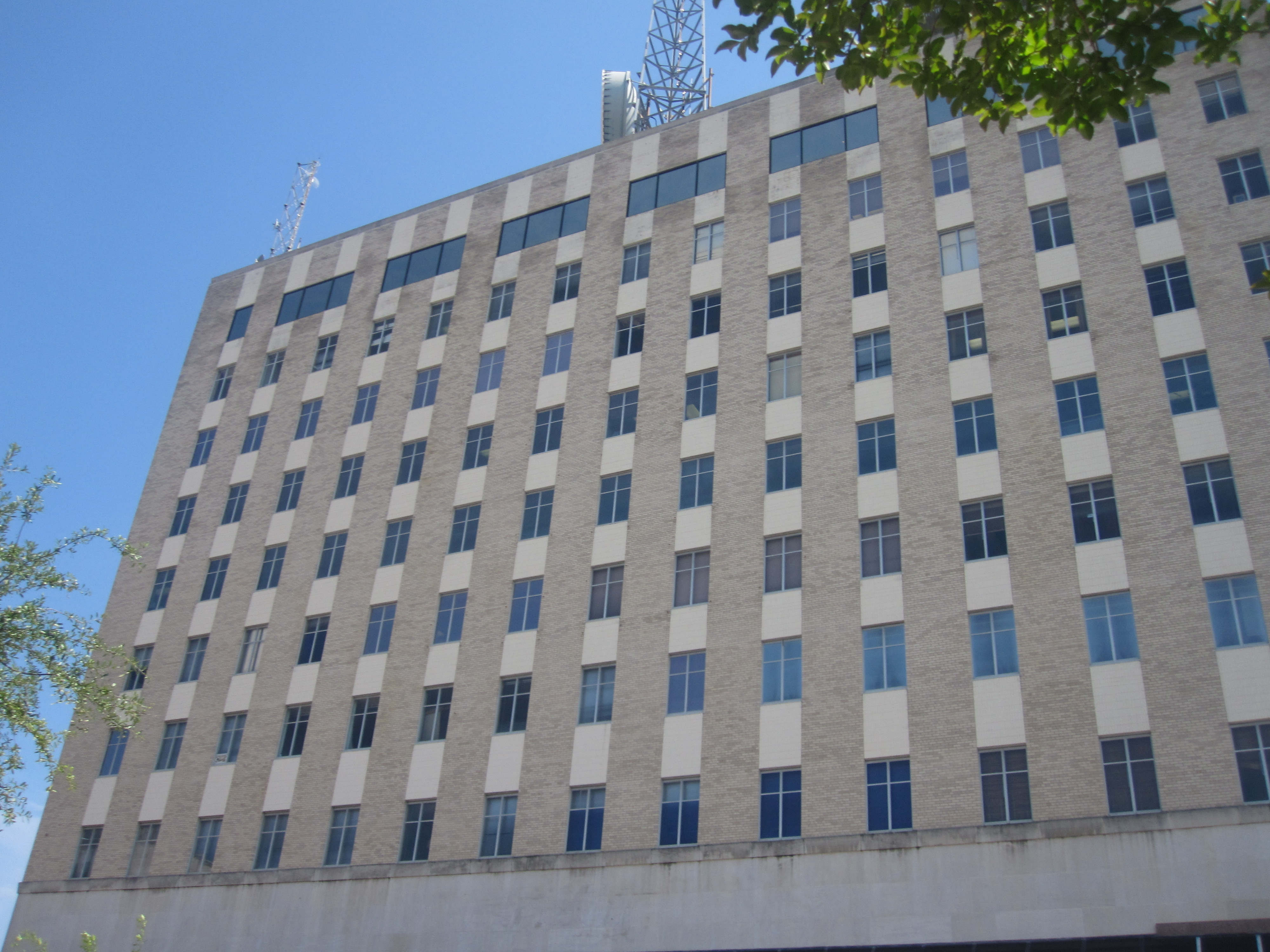
1956年に建設されたロングビュー市で最も高い建物、10階建て、建設時に17階まで拡大できるように計画された

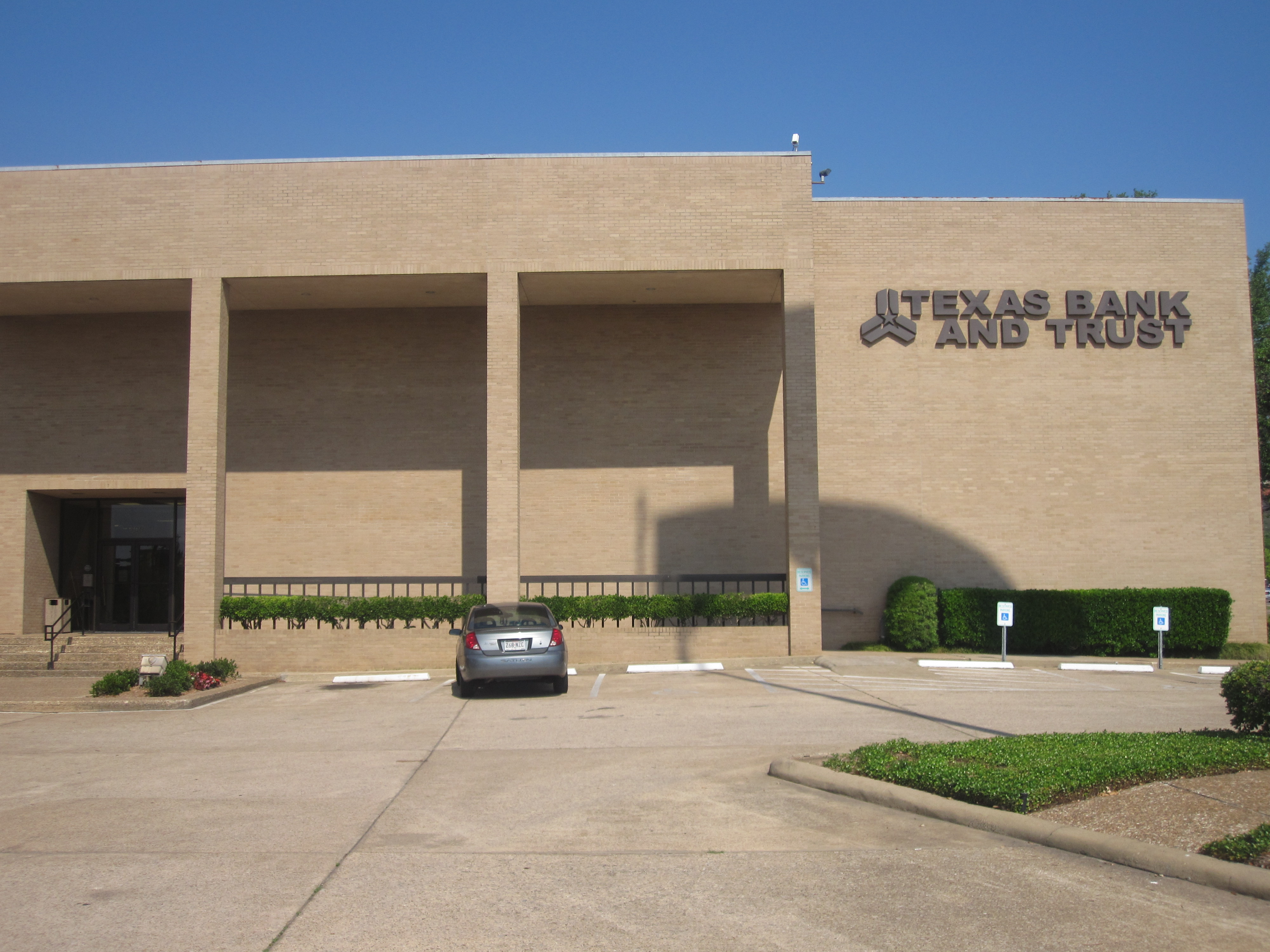
テキサス銀行 & 信託会社、ロングビュー市中心街

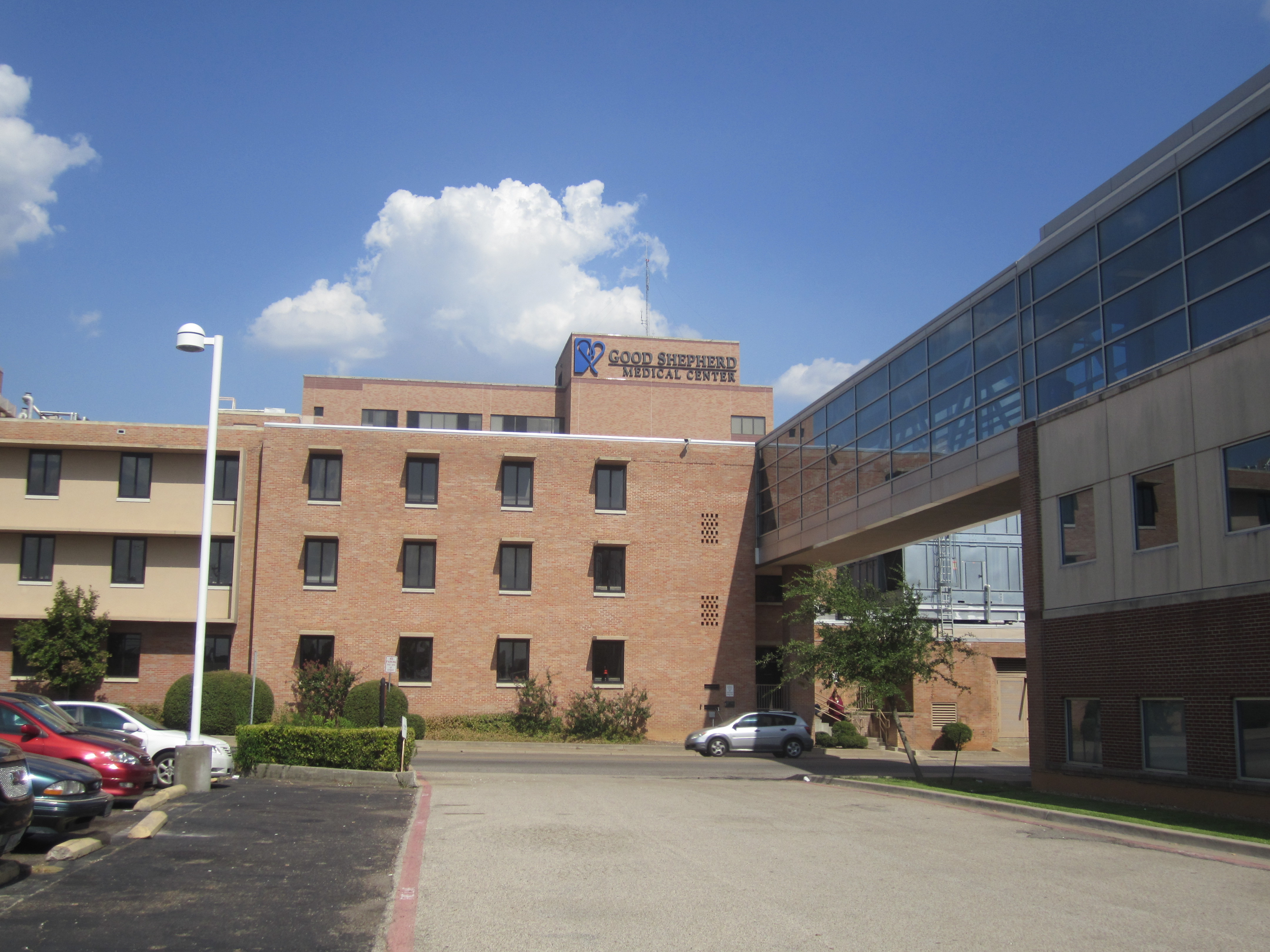
グッドシェパード医療センター、市内北部、アメリカ国道80号線近くにある

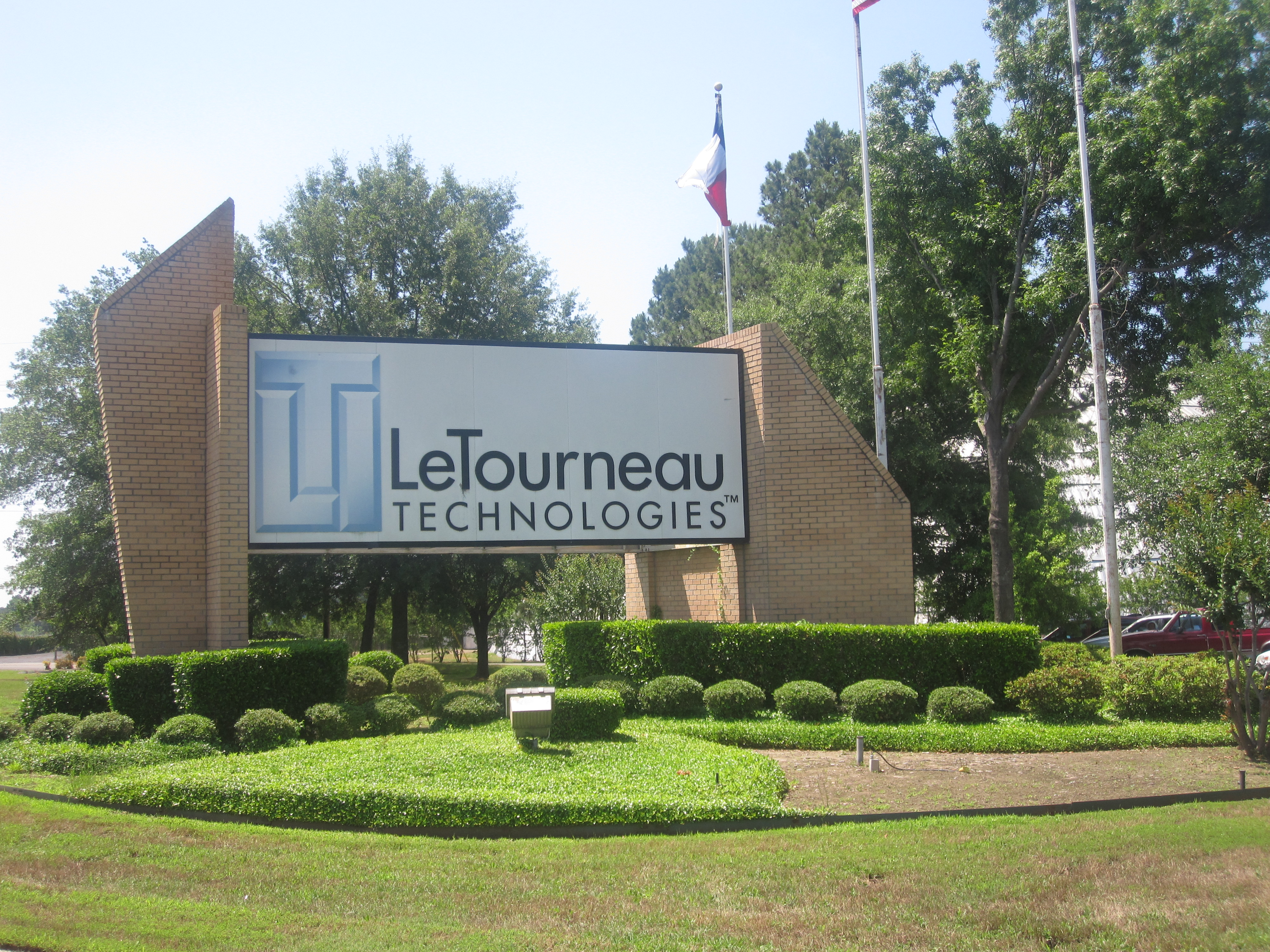
ルトゥルノー・テクノロジーズ

ロングビューの経済は健全である。住宅市場で全国的な落ち込みがあったにも拘わらず、ロングビュー市は成長しており、住宅価格も上昇し続けている。主要産業部門は東テキサス油田、サービス業、イクスポネンシャル・ネットワークのようなハイテク産業、および製造業である。2007年には市の北部に幾つか主要チェーン店の店舗ができた。コールズ、スターバックス2店舗、ターゲット、ウォルマートの3店目が南部にでき、ホテルも幾つかあり、地域のショッピング中心になってきている。買い物客を市内に確保し、タイラー、ダラス、シュリーブポートから集めるのが市の重要戦略である。新しい建設工事はしの北側ホーキンス・パークウェイとアメリカ国道259号線の回りに集中し、またエステス・パークウェイ近くの南部にも幾らかある。
2007年10月、ロングビューはテキサス都市メインストリートシティに再認証された。この計画には89都市があり、そのうち10都市が都市メインストリートシティになっている。2007年12月、「ゴー・テキサン」計画によってテキサス州農政省から「認証退役社会」の指定を受けた。2007年にはまた「若者のための最良都市100傑」にも選ばれた。

### 主要雇用主
市の2011年包括的財務報告書に拠れば、郡内の主要雇用主は次の通りである。
| 順位 | 雇用主                                             | 従業員数 | 業種               |
| ---- | -------------------------------------------------- | -------- | ------------------ |
| 1    | グッドシェパード医療センター                       | 3,200    | 病院と医療サービス |
| 2    | イーストマン・ケミカル                             | 1,492    | 化学               |
| 3    | ロングビュー独立教育学区                           | 1,205    | 公共教育           |
| 4    | ウォルマート                                       | 1,150    | 小売業             |
| 5    | ルトゥルノー・テクノロジーズ                       | 1,100    | 重機               |
| 6    | トリニティ・レール, LLC                            | 1,100    | 鉄道車両           |
| 7    | ロングビュー市                                     | 848      | 市政府             |
| 8    | グレッグ・インダストリアル・インシュレーター       | 747      | 建設業             |
| 9    | ロングビュー地域病院                               | 730      | 病院と医療サービス |
| 10   | ダイグノスティック・クリニック・オブ・ロングビュー | 706      | 病院と医療サービス |

## 教育

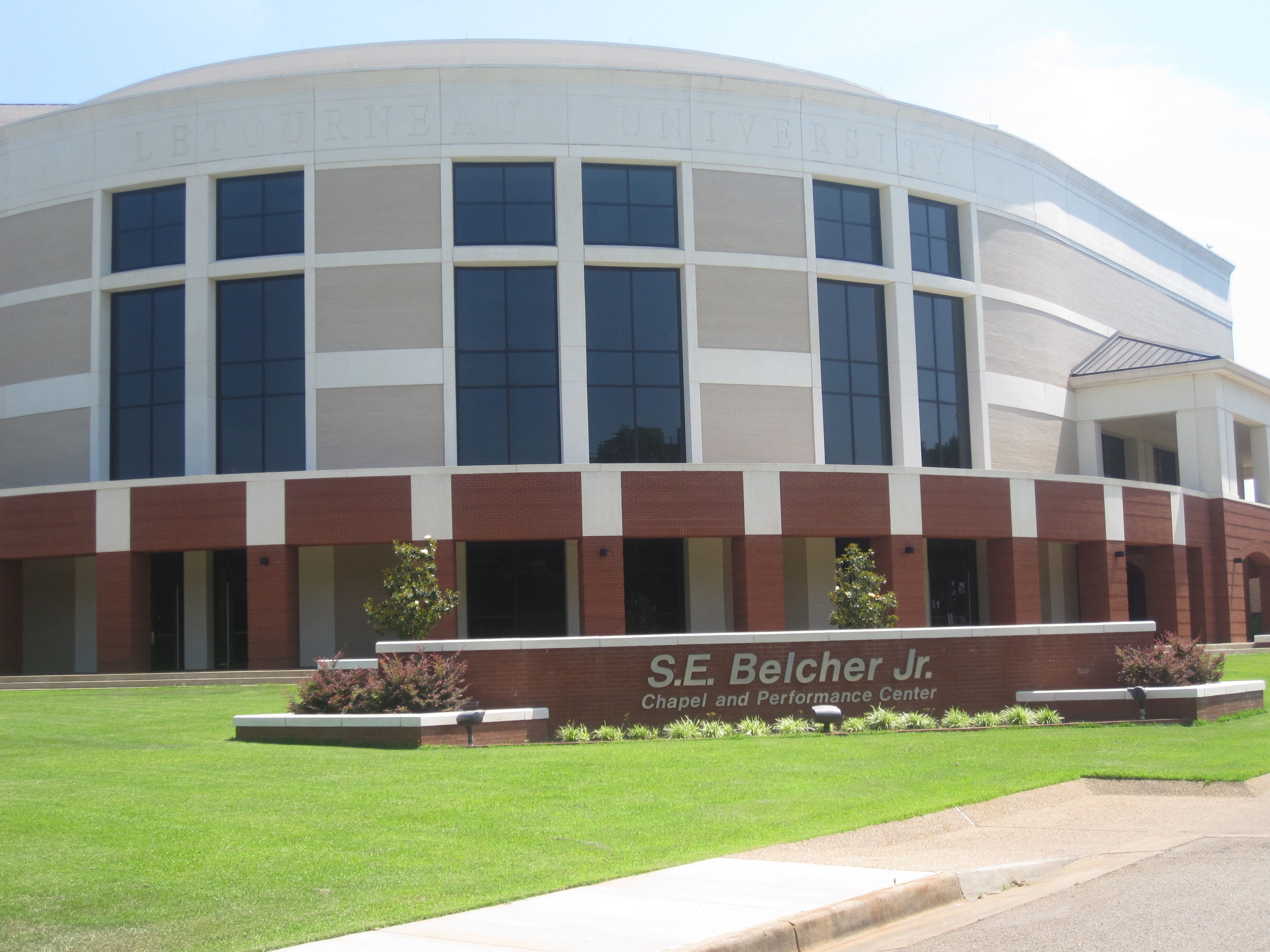
ルトゥルノー大学のS・E・ベルチャー・ジュニア礼拝堂とパフォーマンスセンター

### 高等教育機関
- ルトゥルノー大学
- キルゴア・カレッジ・ロングビュー校
- テキサス大学テイラー校ロングビュー大学センター
- テキサス理容学院
- メーン・コンセプツ

### 公共教育学区
- ロングビュー独立教育学区、入学者数 8,150人、学校数 16校、市の南部と北東部
- パインツリー独立教育学区、入学者数 4,631人、学校数 7校、パインツリーとグレッグトンを含む市の西部
- スプリングヒル独立教育学区、入学者数 1,862人、学校数 5校、市の北部、スプリングヒル地域
- ホールズビル独立教育学区、入学者数 4,037人、学校数 6校、最東部のハリソン郡近く

### 図書館
- ロングビュー公共図書館
- ブロートン図書館支所

## メディア

### テレビ
ロングビューとグレッグ郡は、タイラー・ロングビュー・ラフキン・ナコドチェス・テレビ市場に属している。
5大ネットワークの系列局は全てテイラーで始まった。この市場には公共放送サービスの系列局が無い。ダラスにはあるので、ケーブルテレビで視聴できる。シュリーブポート・テクサーカナ・テレビ市場の放送も受信できる。

### ケーブルテレビ/高速インターネット
- ロングビュー・ケーブルテレビ
- AT&T ADSL
- クリアワイア 4G - WiMAX
- AT&T 4G
- ベライゾン 4G - LTE and 3G - EV-DO

### 新聞
- 「ロングビュー・ニューズ・ジャーナル」
- 「アメリカン・クラシファイズ・スリフティ・ニッケル」
- 「イースト・テキサス・レビュー」
- 「エル・ディアリオ・デ・ハリソン・カウンティ」

### ラジオ
ロングビューとグレッグ郡は、タイラー・ロングビュー・アービントン・ラジオ市場に属している。FM局36局、AM局8局の放送を聴取できる。

## 著名な出身者
- クリス・デービス、メジャーリーグベースボール選手、ボルチモア・オリオールズ[17]
- ジョー・ディレイニー、NFLアメリカンフットボール選手、カンザスシティ・チーフス、1958年に近くのヘンダーソンで生まれた
- 許慧欣、アメリカ生まれの台湾人歌手
- ミランダ・ランバート、カントリー歌手、ロングビューで生まれ近くのリンデールで育った
- マシュー・マコノヒー、俳優、映画プロデューサー、監督、ロングビュー高校卒
- カレン・シルクウッド、労働組合活動家、カー・マギーで働いているときに、プルトニウムが漏れ、無くなっているのを発見した。1983年公開の映画『シルクウッド』の題材になった
- ベン・スピーズ、オートバイレーサー
- ジョゼ・フランシスコ・トーレス、プロのサッカー選手
- デイビッド・ウェズリー、NBAバスケットボール選手
- フォレスト・ウィテカー、俳優、映画プロデューサー、監督、アカデミー主演男優賞受賞

## 大衆文化の中で
- フォークのシンガー・ソングライター、シスコ・ヒューストンの歌『東テキサス・レッド』にはロングビューとキルゴアが歌われている[18]
- バンドのローンスターは2006年の歌『Long Lost Smile』でロングビューに言及している[19]
- 2010年の映画『Skateland』はロングビューが舞台になっている
- 1997のドキュメンタリー映画『Hands on a Hard Body: The Documentary』は陸上競技に関するものであり、ロングビューで撮影された。2013年のミュージカル『Hands on a Hardbody』も同じ競技会が元になっている
- 1978年にジミー・スチュワートが主演した映画『The Magic of Lassie』では、主人公の子供がトラックの停車場で、ある男にコロラドスプリングスに行くかを尋ね、その返事が「いや、テキサス州ロングビューに行くところだ」となっていた[20]